# Marilyn Monroes vita klänning
| Den vita klänningen i Flickan ovanpå |
| --- |
| --- I filmen Flickan ovanpå förekommer den berömda scenen, där luft från tunnelbanan lyfter Marilyn Monroes klänning. Det är en snabb sekvens och hon och motspelaren Tom Ewell visas inte i full längd på grund av filmformatet. Den berömda bilden av Monroe, som försöker hålla ner sin klänning. |

Marilyn Monroes vita klänning syftar på den klänning som skådespelaren Marilyn Monroe bar i filmen Flickan ovanpå från 1955, regisserad av Billy Wilder. Klänningen, tillverkad i crêpe med rayonacetat, har blivit särskilt berömd i en scen där Monroe står på ett ventilationsgaller med uppåtgående luft från tunnelbanan och den plisserade klänningen lyfts upp. Monroes elfenbensvita cocktailklänning skapades av den amerikanske kostymtecknaren William Travilla 1954; han ritade hela Monroes garderob för filmen.

## Klänningen
Monroes klänning var mode under 1950- och 1960-talen. När kostymdesignern William Travilla började att samarbeta med Monroe hade han redan vunnit en Oscar för bästa kostym (färg) för filmen Don Juans äventyr från 1948. Travilla designade sina första kreationer för Monroe för filmen Drama på hotell från 1952. Travillas vita, plisserade klänning för Monroe i Flickan ovanpå anses vara hans mästerverk.
Klänningens halterneck har en djup urringning mellan brösten och Monroes armar, axlar och rygg är helt bara. Ett tygbälte som är knutet i en rosett, markerar midjan med dess baddräktsskärning. Klänningens vida kjoldel är mjukt plisserad och vadlång.
Monroe var mycket förtjust i Travillas figurkramande klänningar. En gång skrev hon till honom: "Billy Dear, please dress me forever. I love you."

## Scenen
Monroe bär klänningen när hon och motspelaren Tom Ewell kommer ut från biografen Trans-Lux i hörnet av Lexington Avenue och 52nd Street i New York efter att ha sett skräckfilmen Skräcken i Svarta lagunen. Plötsligt hör de ett tunnelbanetåg passera nedanför och Monroe ställer sig på ett ventilationsgaller. Hon yttrar: "Ooh, do you feel the breeze from the subway? Isn't it delicious?" och vindfläktarna blåser upp hennes plisserade kjol och exponerar hennes ben i hela sin längd. På en rad pressfotografier syns även Monroes vita trosor, men dessa visas inte i filmen. I filmen lyfts hennes kjol endast upp till låren.
Den berömda scenen filmades mellan klockan 01:00 och 04:00 på morgonen den 15 september 1954. Tusentals intresserade hade samlats på platsen för att få se en glimt av Monroe. Hon var beredd på nyfikna blickar och bar två par vita underbyxor. Regissören Billy Wilder lät filma 14 tagningar och på grund av det kyliga vädret bad Monroe att få ta paus vid två tillfällen. En jättelik fläkt under gatan gav det rätta luftdraget. Därtill gjordes omkring 40 tagningar i en av 20th Century Fox filmstudior.
Pressen kallade kjolscenen för ”den intressantaste dramatiska uppvisningen sedan lady Godiva”.
Fotografen George Zimbel, som tog flera bilder av Monroe vid Lexington Avenue, kommenterade henne och klänningen:
| ” | Hon agerade för stillbildsfotograferna, och hon visste att göra det med bravur. Hennes klänning var perfekt designad för just den scenen, och den gjorde förunderliga saker då hon rörde sig. | „ |

Ett av fotografierna från Lexington Avenue uppförstorades till en 15 meter reklamaffisch som sattes upp på fasaden ovanför ingången till Loew's State Theatre vid Times Square i New York. Fotografiet visar hur den fladdrande klänningen blottar Monroes lår. Efter en storm av klagomål tvingades 20th Century Fox att ta ned affischen.
Joyce Carol Oates beskriver scenen i boken Blonde:
| ” | Detta var den scen som hela publiken väntade på, eftersom man hade sett de sensationella fotografier som visats över hela världen, den fladdrande vita kjolen, det blonda bakåtkastade huvudet, det drömmande lyckliga leendet som om själva luften älskade med flickan eller hon på något sätt med händerna dolda i den fladdrande klänningen älskade med sig själv. | „ |

## Idén
Det var Sam Shaw, som arbetade som stillbildsfotograf vid produktionen av Flickan ovanpå, som kom på idén till scenen där Marilyn Monroes kjol blåser upp. Shaw hade inspirerats av något han hade sett i nöjesparken på Coney Island. Han såg hur kjolarna på kvinnor, som steg av en åkattraktion, blåstes upp av en vindstöt. Shaws idé vann gillande när han föreslog den för filmens producent Charles K. Feldman.
Sam Shaw var den enda fotografen som var närvarande både vid Lexington Avenue och senare i filmstudion.

## Maken
Marilyn Monroe hade gift sig med basebollspelaren Joe Di Maggio den 14 januari 1954. I samband med inspelningen av Flickan ovanpå flög han till New York för att träffa sin hustru. Han ämnade dock inte vara med vid själva inspelningen vid Lexington Avenue; en journalist lyckades dock övertala DiMaggio att bege sig till inspelningsplatsen. När han såg hustruns kjol lyftas upp och exponera hennes ben och hörde hur åskådarna jublade av förtjusning, blev han rasande. Senare hördes skrik från Monroes och DiMaggios svit på St. Regis Hotel. Enligt uppgift skall han ha misshandlat henne den natten. Två veckor senare ansökte Monroe om skilsmässa. Daily News hade i början av oktober 1954 löpsedeln: "Marilyn splits with Joe over sexy pictures".

## Auktion
Efter Marilyn Monroes död 1962 låste Travilla in klänningen och flera andra kreationer han designat för henne. Först efter Travillas död 1990 kom klänningarna att ställas ut. Den vita, plisserade klänningen kom att utgöra en del av Debbie Reynolds samling vid Hollywood Motion Picture Museum. År 2011 meddelade Reynolds att hela samlingen skulle auktioneras bort; Monroes klänning såldes för 5,6 miljoner dollar.
Både Mattel och The Franklin Mint har lanserat dockor iförda den vita klänningen.
År 2011 avtäckte konstnären Seward Johnson kolossalskulpturen Forever Marilyn som förevigar ögonblicket då Monroes klänning lyfts upp av luftdraget.
Marilyn Monroes "kjolscen" har jämförts med en scen från kortfilmen What Happened on Twenty-third Street, New York City från 1901, där en kvinnas vita kjol lyfts upp av luften från ett ventilationsgaller.

## Efterbildningar
År 2010 återskapade Lindsay Lohan kjolscenen i filmen Underground Comedy 2010.
Under Femme Fatale Tour 2011 återskapade Britney Spears Monroes kjolscen.

## Bilder

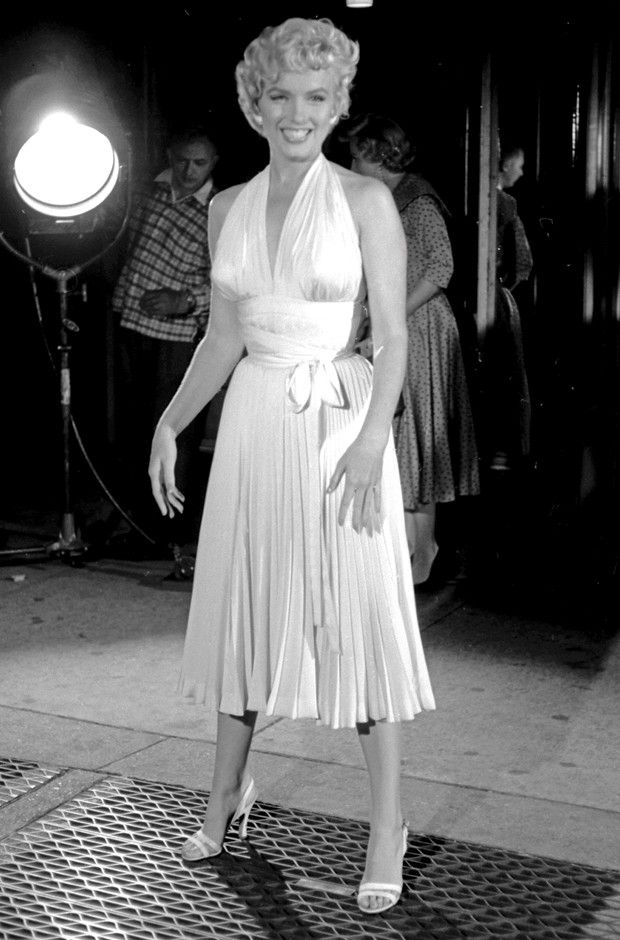
Marilyn Monroe stående på ventilationsgallret.
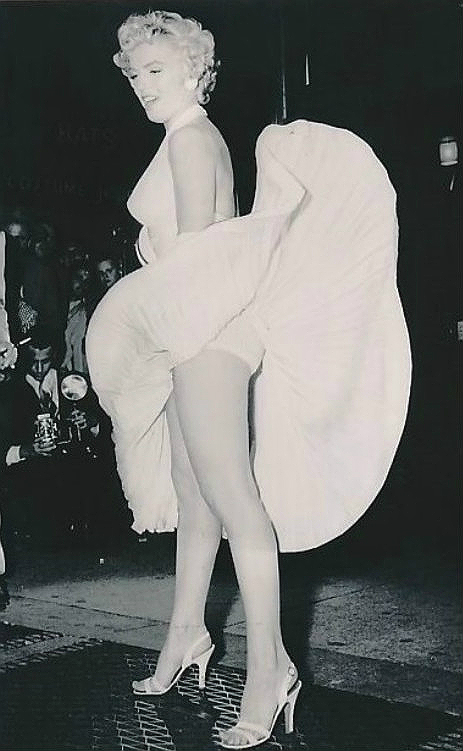
Klänningen blåser opp och exponerar Monroes ben och vita trosor.
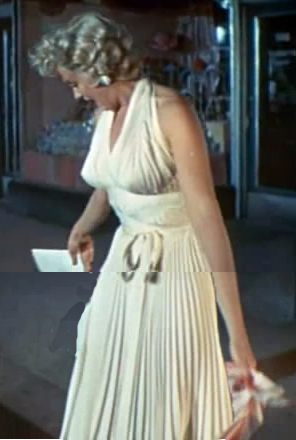
Marilyn Monroe iförd sin vita plisserade klänning.
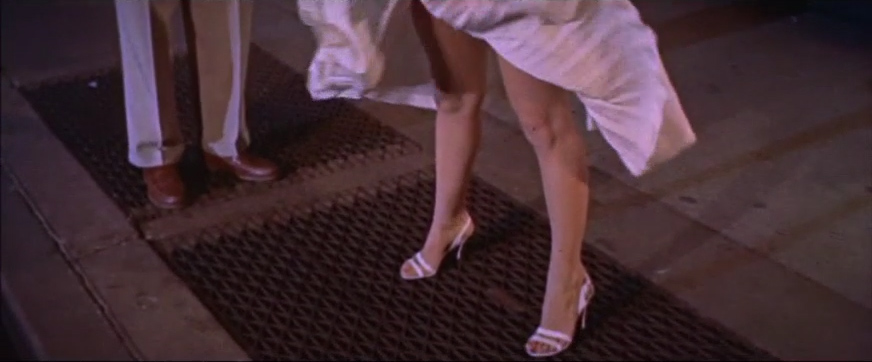
I filmen fick tittaren endast se Monroes ben, inte hennes trosor.
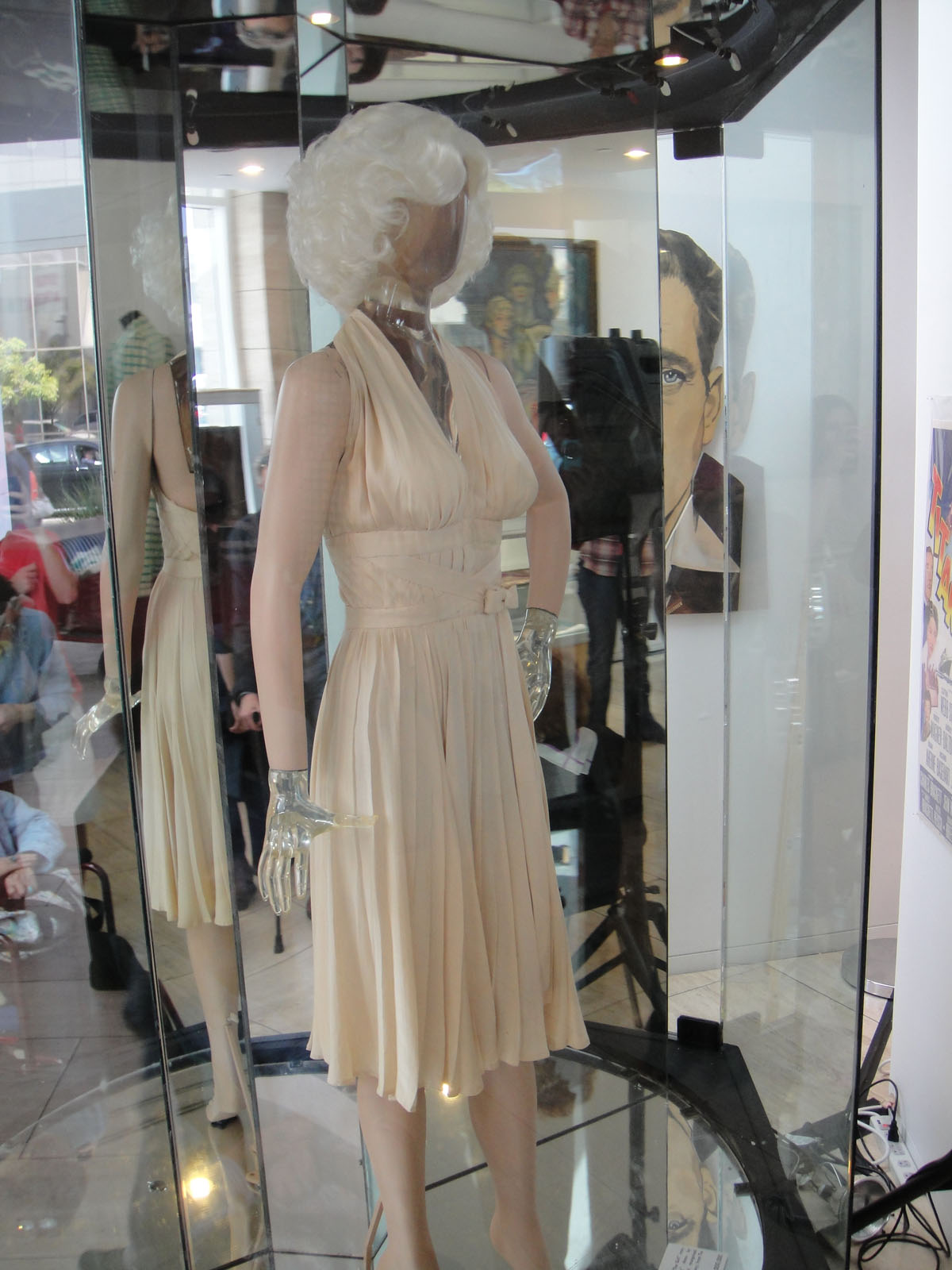
Klänningen utställd på auktion.
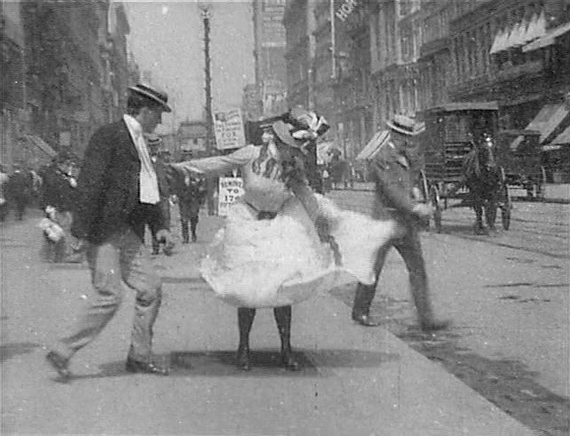
Scen från What Happened on Twenty-third Street, New York City.
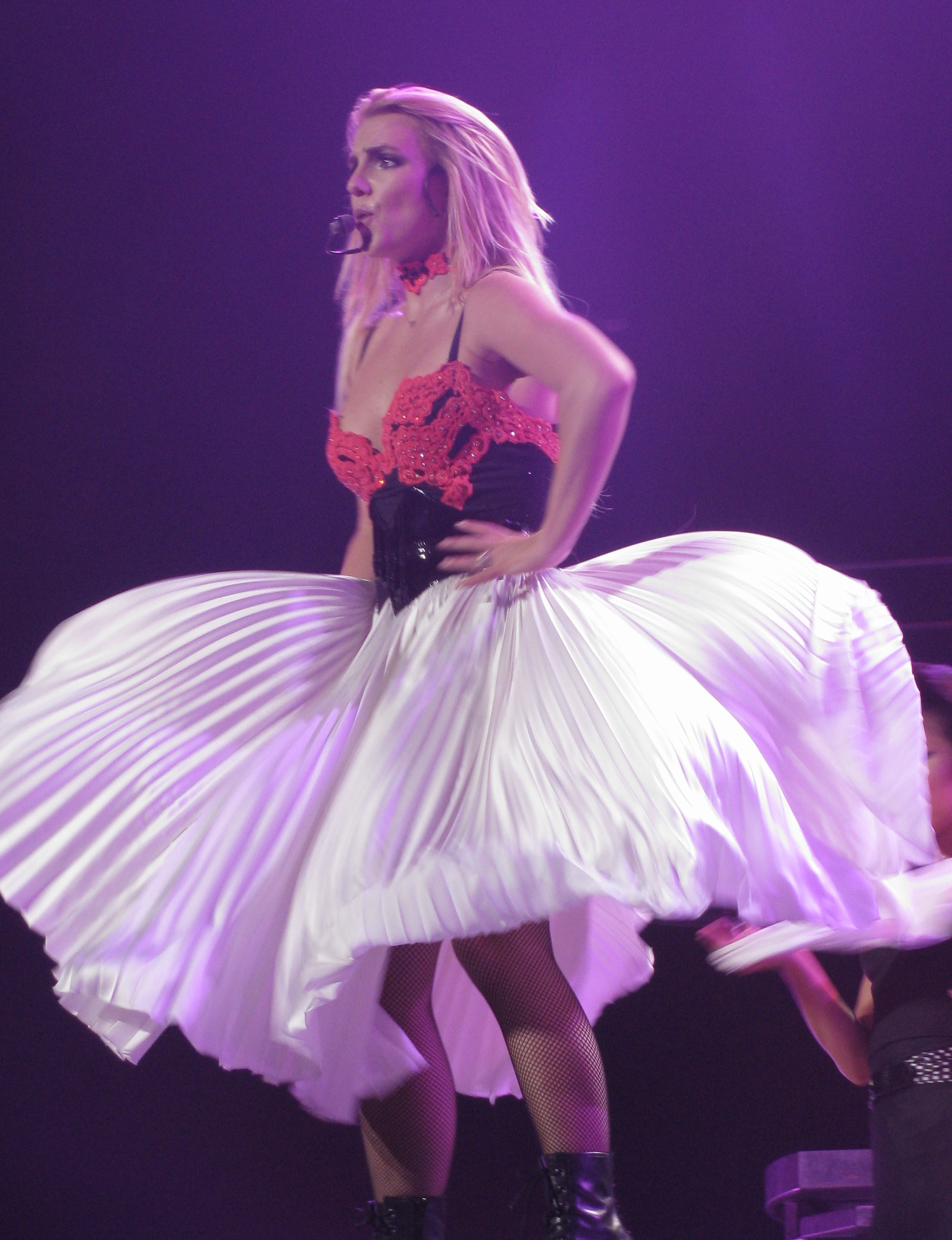
Britney Spears vid en konsert under Femme Fatale Tour 2011.